# Switch (manga 2018)
Switch, reso graficamente come switch, è un manga shōnen scritto e disegnato da Atsushi Namikiri. L'opera è stata serializzata sul Weekly Shōnen Sunday di Shōgakukan dall'11 aprile 2018 al 12 maggio 2021.

## Pubblicazione
L'opera, scritta ed illustrata da Atsushi Namikiri, è stata serializzata settimanale sul Weekly Shōnen Sunday di Shōgakukan dall'11 aprile 2018 al 12 maggio 2021. I capitoli sono stati raccolti in 15 volumi tankōbon pubblicati dal 16 novembre 2018 al 16 luglio 2021.

### Volumi
| Nº | Data di prima pubblicazione | Data di prima pubblicazione | Data di prima pubblicazione |
| Nº | Giapponese                  | Giapponese                  |                             |
| -- | --------------------------- | --------------------------- | --------------------------- |
| 1  | 16 novembre 2018            | ISBN 978-4-09-128400-6      |                             |
| 2  | 16 novembre 2018            | ISBN 978-4-09-128569-0      |                             |
| 3  | 18 gennaio 2019             | ISBN 978-4-09-128775-5      |                             |
| 4  | 18 aprile 2019              | ISBN 978-4-09-129129-5      |                             |
| 5  | 18 luglio 2019              | ISBN 978-4-09-129298-8      |                             |
| 6  | 18 ottobre 2019             | ISBN 978-4-09-129430-2      |                             |
| 7  | 17 gennaio 2020             | ISBN 978-4-09-129543-9      |                             |
| 8  | 16 aprile 2020              | ISBN 978-4-09-850063-5      |                             |
| 9  | 17 luglio 2020              | ISBN 978-4-09-850159-5      |                             |
| 10 | 16 ottobre 2020             | ISBN 978-4-09-850267-7      |                             |
| 11 | 18 gennaio 2021             | ISBN 978-4-09-850382-7      |                             |
| 12 | 16 aprile 2021              | ISBN 978-4-09-850520-3      |                             |
| 13 | 16 luglio 2021              | ISBN 978-4-09-850636-1      |                             |
| 14 | 16 luglio 2021              | ISBN 978-4-09-850637-8      |                             |
| 15 | 16 luglio 2021              | ISBN 978-4-09-850638-5      |                             |

## Accoglienza
Switch è stata una delle 3 migliori serie di manga sportivi dei "fumetti consigliati dai dipendenti della libreria nazionale del 2020" di Honya Club.